# Богољуб Јовановић
Богољуб Јовановић (Бохданеч, 2. јун 1839 — Београд, 13. април 1924) био је српски статистичар, аутор и академик. Јовановић је био управник Државне статистике, редовни члан Српског ученог друштва и почасни члан Српске краљевске академије.

## Биографија
Рођен је 2. јуна 1839. године као Бохумил Сњећиви (чеш. Bohumil Snětivý) у месту Бохданеч (данашње Лазње Бохданеч, чеш. Lázně Bohdaneč, у Чешкој Републици), од оца Јана (чеш. Jan Křtitel Snětivý, 1811—1892) и мајке Катарине рођ. Нахлик (чеш. Kateřina Náhlík, 1814—1892). Похађао је средњу школу у Прагу. Године 1852, Богољуб је са родитељима и четири сестре напустио Бохданеч, и после краћих боравака у Буковици крај Слатине и Сентомашу (данашњи Србобран) 1857. године дошао у Кнежевину Србију, у Београд. Ту се отац бавио столарским занатом, у чему му је син помагао. 1870. године је примљен у српско „сажитељство” (држављанство), а кратко затим је примио име Богољуб и презиме Јовановић, по очевом имену Јан – Јован.
Крајем 1866. ступио је у службу београдске царинарнице, одакле је ускоро премештен у министарство финансија, а крајем 1868. у њено статистичко одељење. Отада па до пензионисања 1907. године, без прекида је остао у служби државне статистике, мењајући положаје како је надлежност за статистику прелазила из једног министарства у друго. 1888. долази на чело статистичког одељења у министарству народне привреде, односно 1901. на чело новоосноване Управе државне статистике.
Као управник државне статистике наставио је рад свога претходника Владимира Јакшића, оснивача и првог начелника одељења за статистику у Србији, афирмишући и усавршавајући службену статистику у Краљевини Србији. Проучавао је и преводио дела европских економа и статистичара (фон Шел, фон Шмолер, Блок (фр. Maurice Block)) и примењивао њихове модерне мисли и методе. Као начелник државне статистике био је одговоран за уређивање и издавање Државописа Србије, Статистике Краљевине Србије, Статистичког годишњака, као и осталих званичних издања државне статистике, која су, поред статистичких података и графика, садржавала и Јовановићеве ауторске уводе, објашњења и стручне доприносе. Многобројни посебни радови објављени су у стручним часописима или као самостална издања. Учествовао је у формулисању низа закона којима су крајем 19. и почетком 20. века установљени систем и методе званичне статистике у Србији. Године Јовановићевог руковођења државном статистиком окарактерисане су као време њеног процвата. Међутим, сам Јовановић је временом све више критички оцењивао утицај емпиријских сазнања на тадашње политичко одлучивање у смислу друштвеног бољитка. Са историјског гледишта, Јакшићево и Јовановићево статистичко дело пружа детаљну слику друштва и прилика у Кнежевини и Краљевини Србији, и до данашњег дана служи историчарима као поуздан извор.
Јовановићев интелектуални интерес и допринос прелазили су оквире његове уже струке. Објављивао је научне радове из разних области културе и науке. Био је дописник чешких и немачких листова, и сарадник великих немачких енциклопедија. Његово главно и најпознатије дело ван области статистике је Краљевина Србија и српски народ од римског доба до садашњости. Први том је написао аустријски балканолог Феликс Каниц уз Јовановићеву сарадњу, други том је приредио и издао Јовановић после Каницове смрти на основу његових белешки, а трећи том је написао сам Јовановић.
Дана 24. јуна 1879. примљен је у Српско учено друштво као редовни члан Одбора за науке државне и историјске, а након гашења те установе 1892. године преведен је у редове његове наследнице, Српске краљевске академије, као почасни члан. Био је редовни члан Међународног статистичког инстутута и почасни члан Париског статистичког друштва и Српског пољопривредног друштва.
Оженио се 1883. Емилијом Димић (1860—1939) из Новог Сада, кћерком Персиде и Тодора Димића, учитеља Алмашке школе. Емилија је завршила Препарандију у Сомбору и до пред удају била наставница на Крагујевачкој гимназији. Богољуб и Емилија су имали синове Бранка (1885—1967) и Драгослава (1886—1939) и кћерку Милицу (1892—1918). Син Драгослава Јовановића, сликар Богољуб Јовановић (1924—2021) је добио име по свом деди.
Богољуб је умро 13. априла 1924. године у Београду и сахрањен је на Топчидерском гробљу, поред својих родитеља и кћерке. Породична гробница је касније премештена на Ново гробље.
Додељен му је Краљевски орден Карађорђеве звезде, Краљевски орден Белог орла, Краљевски орден Светог Саве, Орден Таковског крста и Орден Милоша Великог.

## Дела
- Јовановић, Богољуб (1873). Организација званичне статистике. По Scheel-у написао Богољуб Јовановић. Београд.
- Јовановић, Богољуб (1878—1888). Статистичке белешке. Том 1-5. Београд.
- Државопис Србије (1889—1894). Том 14-20. Београд: Статистичко одељење Министарства народне привреде.
- Статистика Краљевине Србије (1893—1907). Том 1-30. Београд: Статистичко одељење Министарства народне привреде; Краљевско-српска управа државне статистике; Управа државне статистике.
- Статистички годишњак (1895—1907). Св. 1-10. Београд: Статистичко одељење Министарства народне привреде; Краљевско-српска управа државне статистике; Управа државне статистике.
- Прилози за статистику Краљевине Србије (1895—1907). Св. 1-7. Београд: Статистичко одељење Министарства народне привреде; Краљевско-српска управа државне статистике; Управа државне статистике.
- Kanitz, Felix; Jovanović, Bogoljub (1904, 1909, 1919). Das Königreich Serbien und das Serbenvolk von der Römerzeit bis zur Gegenwart. Band I, II, III. Leipzig: Meyer. Српски превод: Каниц, Феликс (1987). Србија: земља и становништво од римског доба до краја XIX века. Превео Глигорије Ерњаковић. Београд: Српска Књижевна Задруга.

За библиографију види још:
- Народна Енциклопедија (1927), стр. 172.
- Sundhaussen, Holm (1989), стр. 613-643.